# Campylocentrum callistachyum
Campylocentrum callistachyum es una especie de orquídea epifita originaria de Sudamérica. 

## Descripción
Es una orquídea de hábitos epífitas, monopodial con tallos cortos, hojas dísticas y la inflorescencia racemosa con flores espaciadas muy pequeñas, blancos los sépalos y pétalos libres, y nectario color verde, en la parte posterior del labio . Pertenece al grupo de especies con las inflorescencias tan largas o más largas que las hojas.

## Distribución y hábitat
Se encuentra en sólo en el estado de Río de Janeiro.

## Taxonomía
Campylocentrum callistachyum fue descrita por Célestin Alfred Cogniaux y publicado en Fl. Bras. 3(6): 514 1906.
Etimología
Campylocentrum: nombre genérico que deriva de la latinización de dos palabras griegas: καμπύλος (Kampyle), que significa "torcido" y κέντρον, que significa "punta" o "picar", refiriéndose al espolón que existe en el borde de las flores.
callistachyum: epíteto latino que significa "espiga bonita".
Sinonimia
- Aeranthes calostachya Barb.Rodr.	[3][5][6]